# Bert Oosterbosch
Bert Oosterbosch (Eindhoven, 30 juli 1957 - Lekkerkerk, 18 augustus 1989) was een Nederlands wielrenner.
Hij was zowel succesvol op de baan als op de weg. In 1979 werd hij prof bij de TI-Raleigh ploeg van Peter Post. Dat jaar werd hij in Amsterdam Wereldkampioen achtervolging. In de finale versloeg hij verrassend Francesco Moser. Op dit onderdeel was hij ook drie keer Nederlands kampioen.
Als wegrenner was Oosterbosch vooral succesvol in tijdritten; veertien maal won hij de proloog van een meerdaagse wedstrijd. Hij deed driemaal mee aan de Ronde van Frankrijk en won drie etappes. Zijn zege in Bordeaux in 1983 was de honderdste Nederlandse etappeoverwinning. Op de meet klopte hij toen Hennie Kuiper.
Tijdens zijn carrière kreeg Oosterbosch last van zijn gezondheid. Twee keer werd hij getroffen door een hersenvliesontsteking en in 1988 door een knieblessure. Daardoor moest hij zijn wielerloopbaan beëindigen. Een jaar later maakte hij zijn rentree als amateur. Op 13 augustus 1989 won hij een koers in Bladel. Vijf dagen later overleed hij, tweeëndertig jaar oud, na een acute hartstilstand. Hij werd begraven op de begraafplaats bij de Onze-Lieve-Vrouw van Lourdeskerk aan de Smetsakker in Eindhoven. Op zijn graf is een racefiets afgebeeld. In het Eindhovense wielercafé De Cyklist is een museum over hem ingericht.

## Biografie
- John van Ierland, De Rooie, Bert Oosterbosch: 'Mijn beroep? Hardrijder!' . Amsterdam: JEA, 2019 ISBN 978-90-82516-39-5

## Belangrijkste overwinningen
1978 (amateur)
- Wereldkampioen ploegentijdrit (met Jan van Houwelingen, Bart van Est en Guus Bierings)

1979
- Wereldkampioen achtervolging

1980
- Eindklassement Ronde van Luxemburg
- etappe in Ronde van Frankrijk

1981
- Eindklassement Vierdaagse van Duinkerke

1982
- Ronde van Nederland
- etappe in Ronde van Zwitserland

1983
- Ronde van Amerika
- Ster van Bessèges
- twee etappes in Ronde van Frankrijk

1984
- E3 Prijs Vlaanderen
- Eindklassement Driedaagse van De Panne-Koksijde
- etappe in Ronde van Zwitserland

1985
- etappe in Ronde van Spanje

## Resultaten in voornaamste wedstrijden
| Jaar | Ronde van Italië | Ronde van Frankrijk | Ronde van Spanje |
| ---- | ---------------- | ------------------- | ---------------- |
| 1979 |                  |                     |                  |
| 1980 |                  | 36e (1)             |                  |
| 1981 |                  |                     |                  |
| 1982 |                  | opgave              |                  |
| 1983 |                  | opgave (2)          |                  |
| 1984 |                  | buiten tijd         |                  |
| 1985 |                  |                     | opgave (1)       |

| Jaar | Milaan-San Remo | Gent-Wevelgem | Ronde van Vlaanderen | Parijs-Roubaix | Amstel Gold Race | Luik-Bast.‑Luik | Brabantse Pijl | E3 Harelbeke | Eschborn-Frankfurt |  | Wereldranglijsten |
| ---- | --------------- | ------------- | -------------------- | -------------- | ---------------- | --------------- | -------------- | ------------ | ------------------ |  | ----------------- |
| 1979 | 95e             |               |                      | 19e            | 31e              |                 | 5e             |              |                    |  | 28e (SPP)         |
| 1980 |                 |               | 33e                  |                |                  | 17e             |                |              |                    |  |                   |
| 1981 |                 | 29e           |                      | 49e            |                  | 8e              | 4e             |              |                    |  | 29e (SPP)         |
| 1982 |                 | 35e           |                      |                | 22e              |                 |                |              |                    |  | 30e (SPP)         |
| 1983 |                 |               |                      |                |                  |                 |                | ↑            | 5e                 |  |                   |
| 1984 |                 |               |                      |                |                  |                 |                | ↑            |                    |  |                   |
| 1985 | 102e            | 57e           |                      |                |                  |                 |                |              |                    |  |                   |